# Ildar Rafekowitsch Muchometow
Ildar Rafekowitsch Muchometow (russisch Ильдар Рафекович Мухометов; * 21. September 1972 in Moskau) ist ein ehemaliger russischer Eishockeytorwart, der seit seinem Karriereende als General Manager verschiedener KHL-Klubs arbeitet.

## Karriere
Ildar Muchometow begann seine Karriere als Eishockeyspieler in seiner Heimatstadt beim HK Dynamo Moskau, für dessen Profimannschaft er in der Saison 1991/92 sein Debüt in der russischen Superliga gab. Dabei kam er nur in einem Spiel in der Meisterschaftssaison zum Einsatz. In den Jahren 1993 und 1995 wurde der Torwart jeweils als Stammspieler GUS-Meister mit seiner Mannschaft. Nach insgesamt acht Jahren im professionellen Eishockey bei Dynamo verließ er zur Saison 1999/2000 seine Heimat, um für die Hannover Scorpions in der Deutschen Eishockey Liga zu spielen. Bereits nach einer Spielzeit kehrte er jedoch wieder nach Russland zurück, wo er einen Vertrag bei Neftechimik Nischnekamsk aus der Superliga erhielt. Auch dort blieb er nur ein Jahr, ehe er in zwei Spielzeiten für den HK ZSKA Moskau zwischen den Pfosten stand. In der Saison 2001/02 erreichte mit den Hauptstädtern den Aufstieg aus der zweitklassigen Wysschaja Liga in die Superliga. 
Von 2003 bis 2005 lief Muchometow erneut für Nischnekamsk in der Superliga auf. Anschließend verbrachte der Junioren-Weltmeister von 1992 drei Spielzeiten bei deren Ligarivalen Sewerstal Tscherepowez. Nach einem Jahr beim PHK Krylja Sowetow Moskau in der zweiten russische Spielklasse wurde er für die Saison 2009/10 von Barys Astana aus der Kontinentalen Hockey-Liga verpflichtet. Nach Ablauf der Saison beendete er seine Karriere.
Ab 2012 war er Sportdirektor bei Barys Astana, ab 2013 in der Geschäftsführung des HK ZSKA Moskau beschäftigt. Seit 2015 ist er General Manager bei Admiral Wladiwostok.

### International
Für Russland nahm Muchometow an der U20-Junioren-Weltmeisterschaft 1992 teil, bei der er mit seiner Mannschaft Weltmeister wurde.

## Erfolge und Auszeichnungen
- 1992 Goldmedaille bei der U20-Junioren-Weltmeisterschaft
- 1993 GUS-Meister mit dem HK Dynamo Moskau
- 1995 GUS-Meister mit dem HK Dynamo Moskau
- 2002 Aufstieg in die Superliga mit dem HK ZSKA Moskau